# Nockeby krog

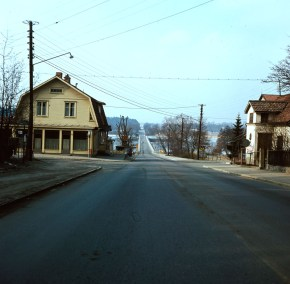
Vy över backen ner från Drottningholmsvägen mot Nockebybron och Kärsön. Till vänster går Grönviksvägen. Här låg Nockebytvätten. Foto från 1964.

Nockeby krog, eller Nockeby torp, var en krogrörelse vid brofästet vid Nockebybron, helt nära Drottningholmsvägen i nuvarande stadsdelen Nockeby i Bromma. Nockeby krog nämns som Nåke krog redan i 1636 års mantalslängd. Så här tycks ha funnits en krog för de resande redan på 1600-talet. 
I sockenstämmoprotokoll från 4 augusti 1707 står följande notis: "Ett dödfödt barn som finns utj Bårhuset j en ask inlagt berettades om af Befallningzmannen på Åkeshåf att förre Krögarens Sven Strömbergs på Nåckeby hustrus Syster skolat födt det på Nåckeby. Men j Sållna S:n ock Alby der med blifwit hafwande, äfter barna födzlen har hon rest till staden, och Strömberg, låtit förskaffa det till Kyrkjan Resol:att det skall skriftel:gifwas Pastri j Sålna tilkiänna som kan wjdare Examinera drengen som der j s:n ock giffwa det wederbörande wjd handen."
Krogen hörde till Åkeshov och den finns markerad på kartor från 1706, 1857 och 1867 och den betecknas då som före detta krog. 1853 beslöt sockenstämman att dra in värdshuset och krogen vid Nockeby.

## Historik

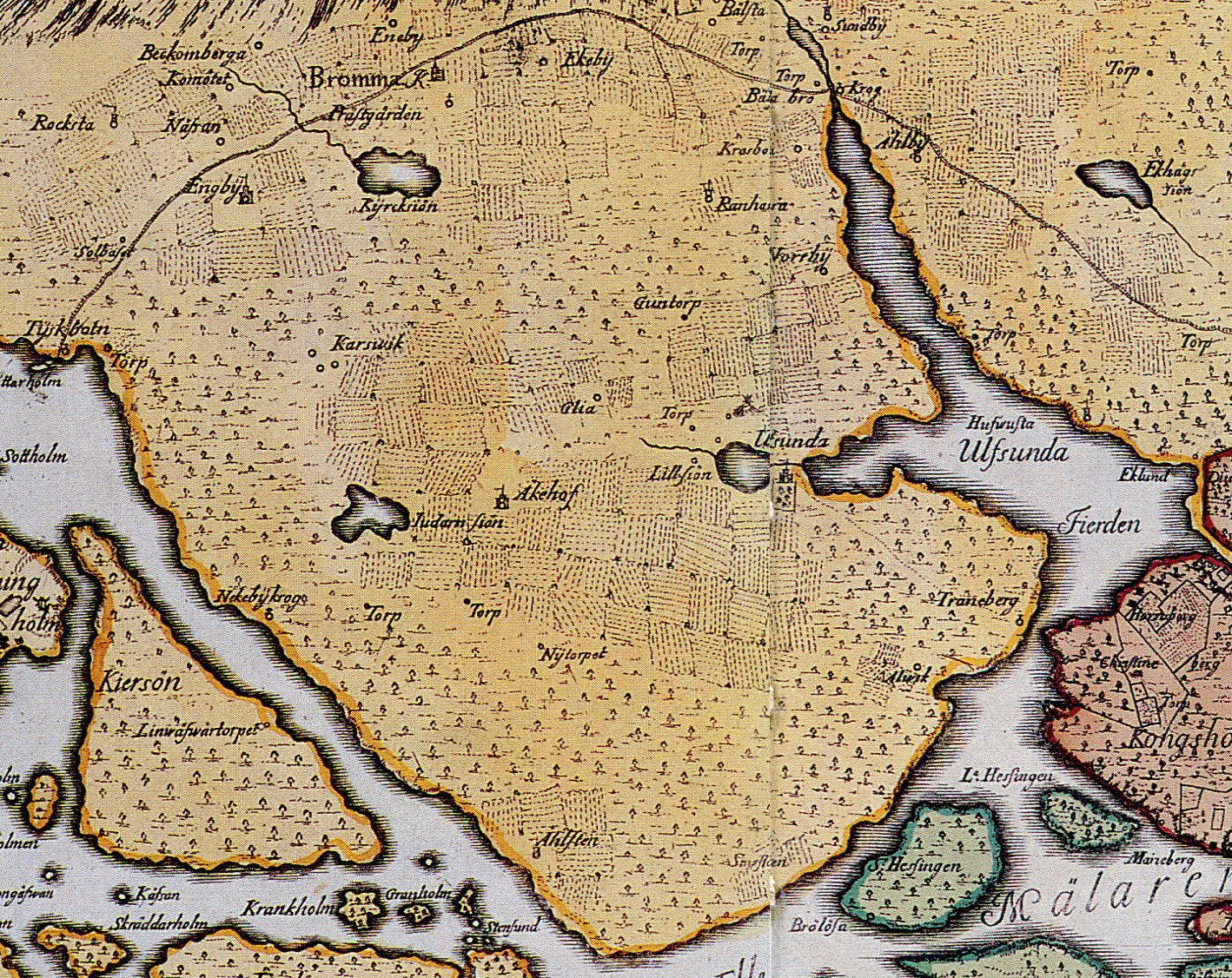
Georg Biurmans Brommakarta från 1759.

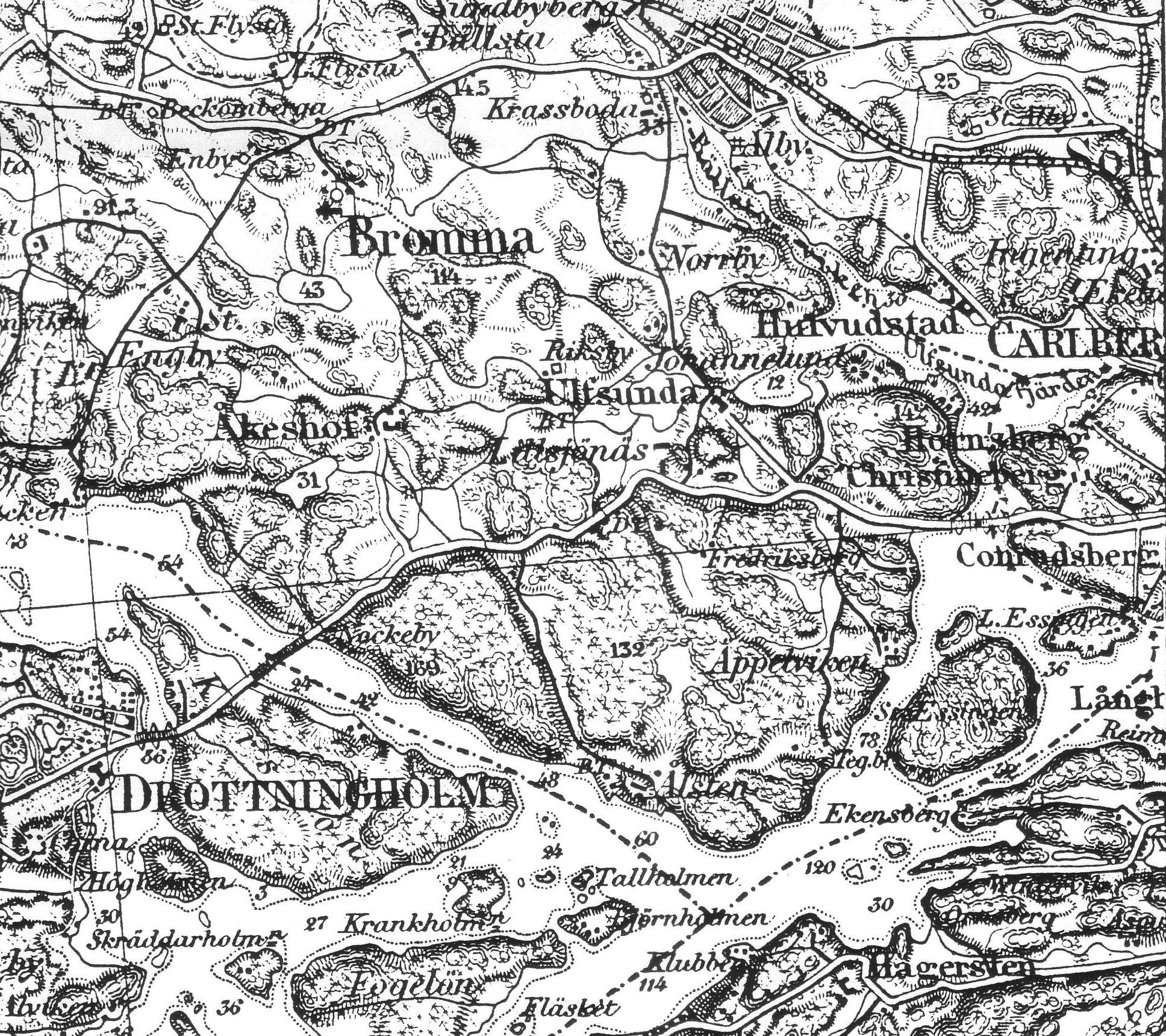
Karta över Bromma socken med delar av angränsande socknar. Kartan från sent 1800-tal är något beskuren.

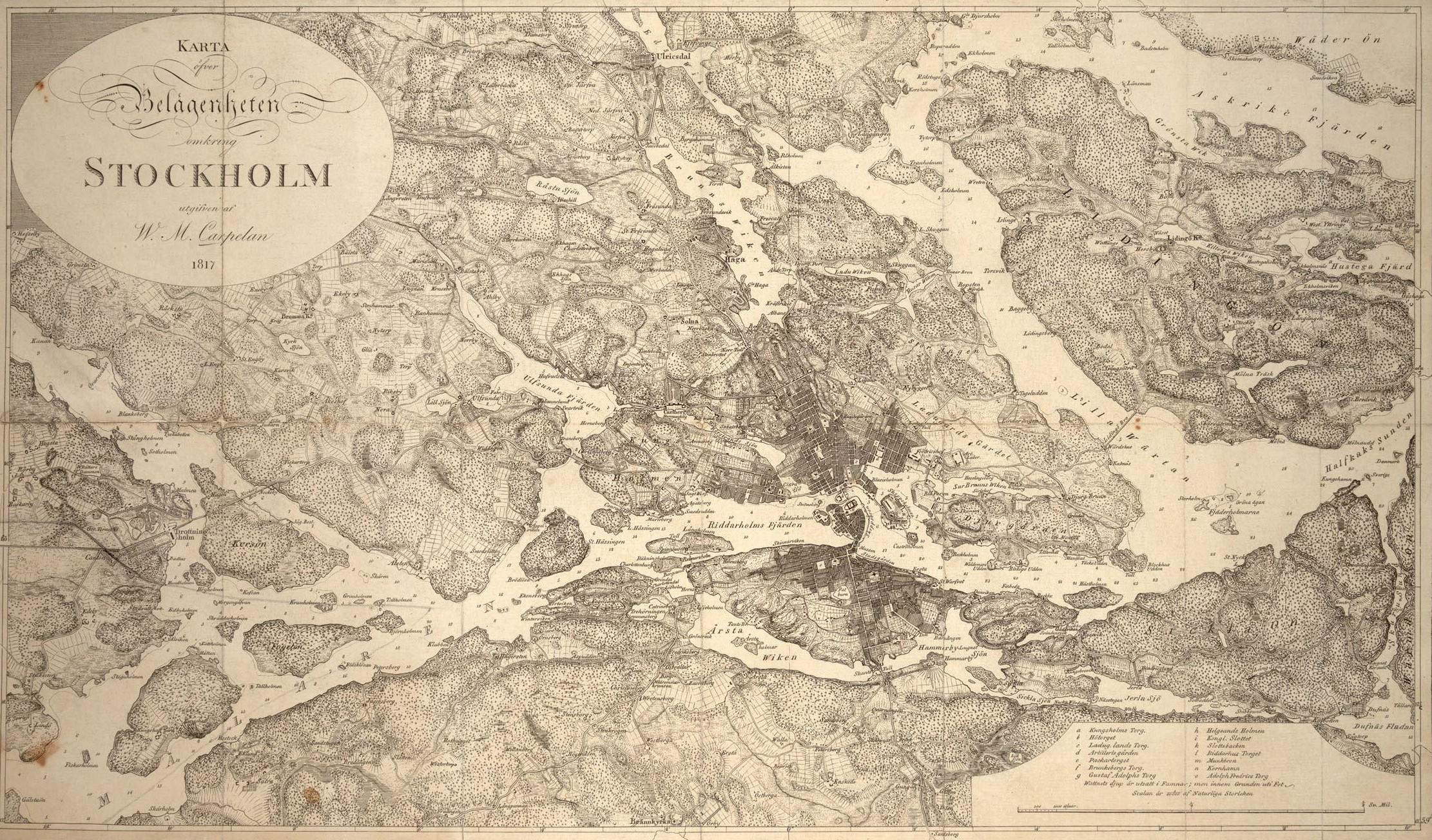
Karta öfver Belägenheten omkring Stockholm utgifven af Wilhelm Maximilian Carpelan (1787–1830) 1817.

## Den gamla landsvägen till Drottningholm
På Georg Biurmans karta från 1759 är den gamla landsvägen från Stockholms slott till Drottningholms slott markerad. Vägen var lång och besvärlig. Den gick över Bällsta bro och genom nuvarande Bällstavägen–Blackebergsvägen till Tyska botten, där en färja tog resenären över till Lovön.  Brommas andra kungsväg invigdes 1787 och var kortare än den gamla landsvägen. Den nya vägen gick genom Bromma och underlättade resan mellan Stockholms slott och Drottningholms slott.

## Den nya kungsvägen till Drottningholm invigdes av Gustav III 1787
Den nya Drottningholmsvägen och alla de tre broarna invigdes på samma dag den 19 augusti 1787 av Gustav III. På Gustav III:s initiativ förbättrades resvägen för de kungliga till Drottningholm. Carl Fredrik Adelcrantz var arkitekt för alla de tre broarna, Tranebergsbron, Nockebybron och Drottningholmsbron. Då tillkom även en ny vägsträckning och namnet Drottningholmsvägen. Det var Gustav III:s Drottningholmsväg. Gustav III:s Drottningholmsväg följde i stort sett den väg som nu heter Gustav III:s väg. De tre brobyggena ingick också i Gustav III:s Drottningholmsväg. Brobygget över Tranebergssund påbörjades 1784.
Gustav III:s arrangemang med de nya broarna förkortade vägen mellan Stockholms slott till Drottningholms slott "från 17 besvärliga till 11 bekväma kilometer". Beroende på terrängens beskaffenhet fick kungen inte sin eftertraktade "optiska linje" från Nockeby backe mot Drottningholms slott, eftersom den första Nockebybron fick vika av något mot söder på grund av terrängen.
Gustav III:s Nockeby- och Drottningholmsbroar från 1787 kom att med små förändringar göra tjänst till långt in på 1900-talet. Brovaktaren för Nockebybron bodde i Brostugan på Kärsön och stugan uppfördes samtidigt med bron. Sedan 1931 är Brostugan restaurang.

## Nockeby krog blev till
Edvard Bolin skriver i Bromma – en kulturhistorisk vägvisare: "Den första Nockebybron blev färdig 1787, och mälaröbönderna började köra sina foror till och från huvudstaden. Att starta en krogrörelse vid brofästet blev lika naturligt, som att dessa bönder behövde stärka sig under den ganska långa resan. Nockeby krog blev till och döljer sig ännu i den tvåvåningsvilla, som ligger närmast intill den gamla landsvägen (nu högbron). En parstuga alldeles intill ingick i verksamheten. Centralt på tomten ligger en stallbyggnad, där krogens kunder hyste in sina hästar. Den glada krogrörelsen fortsatte en bit in på 1800-talet, då den tydligen blev så glad att anmärkningar inrapporterades till sockenstämman. Detta ledde till att all utskänkning förbjöds."

## Utskänkningsfrågan och indragningen
Krögaren Grönblom nämns i husförhörsprotokoll 1810 och år 1824 nämns krögaren Nils Nilsson Nyberg. År 1853 diskuterade sockenstämman utskänkningsfrågan. Följande framgår enligt Edvard Bolin ur protokollet: ”Efter 14 dagar föregången laglig kallelse, sammanträdde församlingens ledamöter att höras och yttrande avgivas i fråga om Nockeby krogs indragning, vilken fråga blivit väckt av Lovö församling i sockenstämma den 22:a nästlidna maj, varöver herr Améen, såsom förvaltare av Åkeshov, å vilken gårds ägor Nockeby är beläget, sig förklarat. Församlingens ledamöter fästade mycken uppmärksamhet vid herr Améens förklaring, som går ut på att beivra Nockeby krogs nödvändighet för trafikerande.”
Sockenstämman beslöt 1853 att dra in värdshuset och krogen vid Nockeby. Att Nockeby krog blev indragen ska också ses mot bakgrund av Peter Wieselgrens kampanj mot superiet åren 1836-1846, vilket ledde till förbud av husbehovsbränningen 1855, skriver Edvard Bolin.

## Nockebytvätten på krogtomten

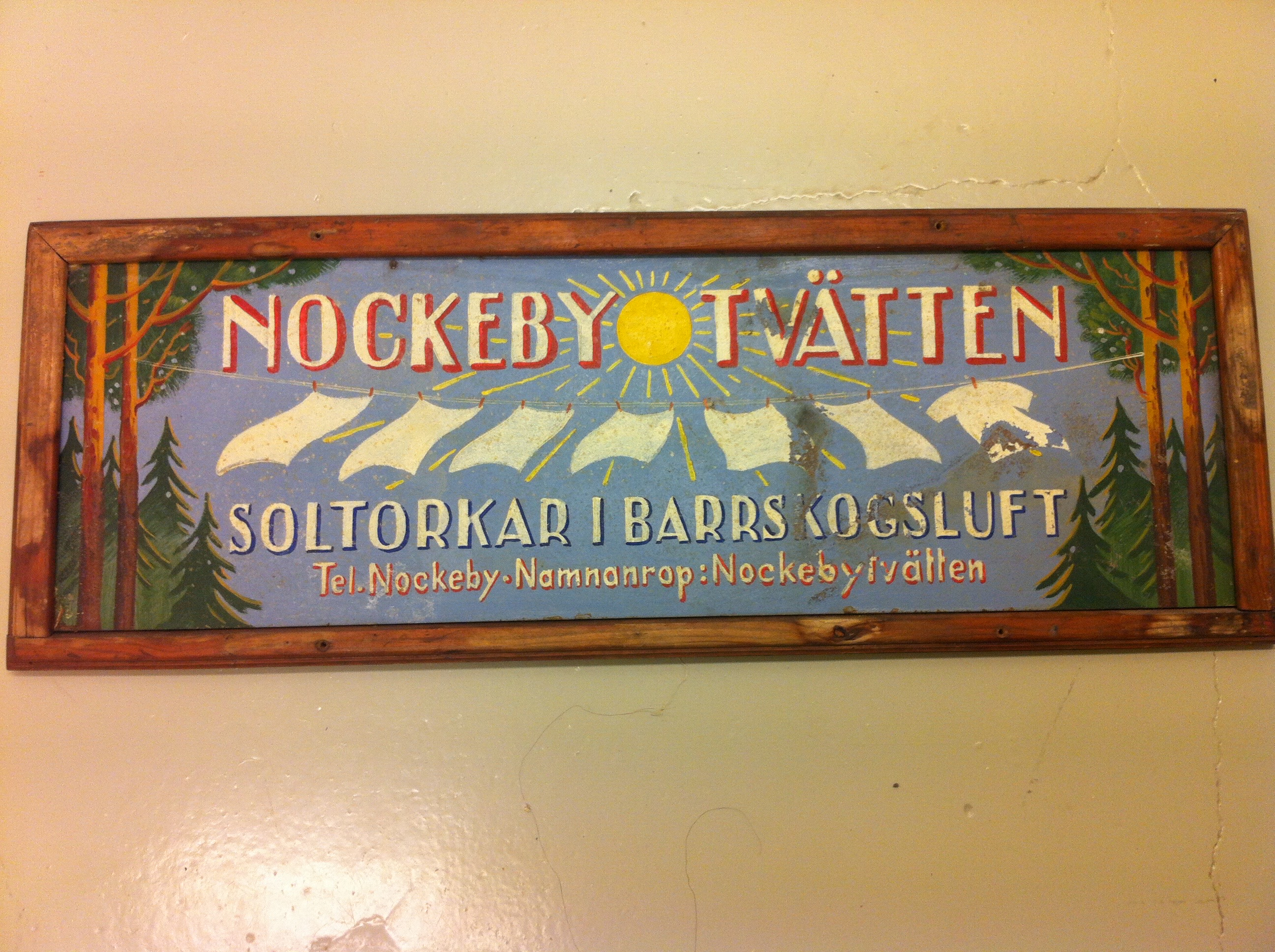
Handmålad reklamskylt för Nockebytvätten. Osäker datering.

År 1912 uppfördes på den före detta krogtomten Nockebytvätten av Carl Johan Lasson. I Nockebytvätten tvättade man fram till 1976. Tvättinrättningen låg på adress Nockeby Backe 13-29 i kvarteret Isbjörnen. 

## 1925 års Drottningholmsbro och 1926 års Nockebybro

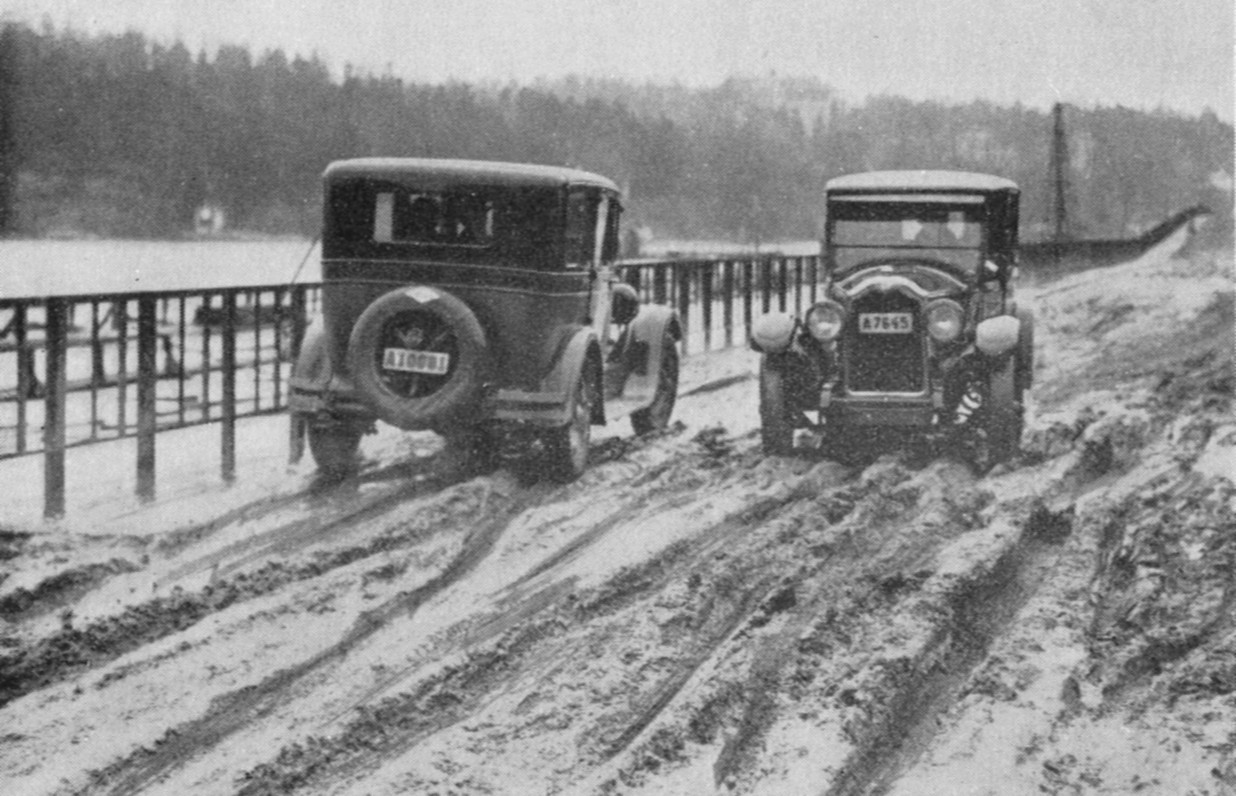
Bilmöte på Nockebybron en marsdag i mitten av 1920-talet.

Då en nya Drottningholmsbron stod färdig 1925 och Nockebybron 1926 hade Nockeby krog och värdshus varit indragen sedan 1853 och på den före detta krogtomten hade Nockebytvättens lokaler uppförts. 

## Ombyggnad till bostäder
År 1912 uppfördes Nockebytvättens lokaler av Carl Johan Larsson på den före detta krogtomten. Här hade man tvättinrättning i 64 år fram till 1976. Två år senare sanerades området. Det gamla Nockeby krog, som var tvätteri åren 1912-1976, och de kvarvarande husen ändrades om till exklusiva lägenheter och villor av mycket hög klass. Stallet byggdes samman med en nyuppförd villa.